# Luis Alberto Lacalle Pou
Luis Alberto Aparicio Alejandro Lacalle Pou, mais conhecido por Lacalle Pou (Montevidéu, 11 de agosto de 1973) é um advogado e político uruguaio. Foi presidente do Uruguai entre 2020 e 2025, filiado ao Partido Nacional também conhecido como Partido Blanco e que abriga tendências de centro, centro-direita e direita.
Filho do ex-presidente Luis Alberto Lacalle, que governou o país de 1990 até 1995, foi eleito deputado pelo Partido Nacional em 1999, representando o departamento de Canelones e reeleito em 2004 e 2009. Ocupou o cargo de Senador da República, de 2015 até a candidatura presidencial em meados de 2019. Formado em Direito pela Universidade Católica do Uruguai em 1998.
Nas eleições primárias de 1 de junho de 2014, Lacalle Pou foi escolhido como candidato do Partido Nacional para as eleições presidenciais de outubro, tendo sido derrotado por Tabaré Vázquez. no segundo turno.
Nas eleições de 2019, foi novamente candidato à presidente do Uruguai, sendo eleito no segundo turno, derrotando o candidato governalista Daniel Martínez Villamil. A vitória de Lacalle Pou encerrou um ciclo de 15 anos de governos de centro-esquerda no país.

## Biografia
Luis Lacalle Pou nasceu no dia 11 de agosto de 1973 e é o filho do meio do ex-presidente do Uruguai Luis Alberto Lacalle e de Julia Pou. Estudou no colégio The British Schools of Montevideo e, em 1998, formou-se em direito na Universidade Católica do Uruguai.
Seguiu os passos do pai e ingressou na política sendo membro do Partido Nacional, foi eleito Deputado da República na eleição geral de 1999, tendo sido reeleito duas vezes. É senador desde fevereiro de 2015.
É casado com Lorena Ponce de León, a quem conheceu com apenas dezesseis anos, ele tem com a mesma três filhos: Luis Alberto, Violeta e Manuel.

## Carreira Política

### Câmara de Representantes
Foi eleito como Deputado da República nas eleições gerais de 1999, tendo tomado posse em 2000, quando tinha apenas 26 anos, foi reeleito em 2004 e em 2009, ou seja, foi eleito para 3 mandatos consecutivos.
Lacalle Pou foi Presidente da Câmara de Representantes entre março de 2011 e março de 2012, durante esse período se tornou mais conhecido pela mídia e pelo povo uruguaio. Durante sua gestão, pela primeira vez desde a redemocratização do país, a Câmara de Representantes devolveu mais de 2,5 milhões de dólares que recebeu do Orçamento Federal, dinheiro que por "razões de boa administração" foi devolvido à Receita Orçamentaria, por créditos não usados pelos deputados em 2011. Também implementou transmissão audiovisual das sessões da Câmara de Representantes, através de um canal da web de acesso gratuito. Ele também criou uma conta no Facebook e uma conta no Twitter para divulgar as atividades da câmara.
No ano de 2013, Lacalle Pou foi proclamado pré-candidato presidencial pelo setor "Todos Hacia Adelante", grupo integrado por vários setores do Partido Nacional apresentado ao público em junho de 2013 (anteriormente chamado de Unidade Nacional). Sua candidatura foi lançada oficialmente no domingo, 30 de março de 2014 no Palácio Peñarol. Alguns dias depois, recebeu o apoio de outro ex-candidato, Sergio Abreu.
Posteriormente, ele disputou as eleições primárias de 2014, no mês de Junho de 2014.
Em 1.º de junho de 2014, Luis Lacalle Pou venceu as eleições internas com 54,3% sobre Jorge Larrañaga e foi o candidato à presidência do Partido Nacional na eleições gerais uruguaias de 26 de outubro de 2014.  Jorge Larrañaga aceitou o pedido de Lacalle Pou e do setor "Alianza Nacional" para complementar a fórmula e foi candidato a vice-presidente. Depois de perder no segundo turno contra Tabaré Vázquez, Lacalle Pou foi eleito pela primeira vez desde que ingressou na política como Senador da República.
Como líder da oposição, opôs-se às leis dos governos de esquerda (legalização do aborto, reconhecimento do casamento homossexual, lei sobre o dia de trabalho dos trabalhadores agrícolas, leis a favor dos trabalhadores domésticos, etc.). Ele define-se a si próprio como muito religioso, razão pela qual enfatiza o seu compromisso contra o aborto.

## Presidente do Uruguai
Na eleição presidencial no Uruguai em 2019, Luís Lacalle Pou recebeu 28,6% dos votos, ficando abaixo do candidato governista Daniel Martínez porém ainda se qualificando ao segundo turno. No segundo turno, ele recebeu apoio da maioria dos partidos de oposição, mais notavelmente o Partido Colorado, de centro, e o Cabildo Aberto, de direita populista, recebendo 50,4% dos votos no segundo turno e se tornando o primeiro presidente do partido blanco desde seu pai, eleito em 1994. Sendo empossado no dia 1 de março de 2020 e formando um governo de coalizão entre os partidos que o ajudaram a ser eleito Presidente.
Com uma coligação de cinco partidos, desde o centro-direita à extrema-direita, pretende prosseguir uma política de austeridade. Durante a sua campanha, prometeu reduzir as despesas do Estado a fim de reduzir o défice público. Afirma ser um liberal e diz que quer favorecer os empresários face à "pressão fiscal".
O plano do governo para privatizar empresas públicas como a empresa de telecomunicações ANTEL, o porto de Montevideu e a companhia petrolífera nacional ANCAP, levou a manifestações em grande escala a 15 de Setembro de 2021, numa greve geral de 24 horas, convocada pelo movimento sindical. Os grevistas e manifestantes procuram também medidas do governo para combater o desemprego e aumentar os baixos salários.

### Gabinete Ministerial
Na posse, o gabinete de Luis Lacalle Pou foi composto dos seguintes ministros:
      PN (7) /       PC (3) /       CA (2) /       PI (1)
| Ministério                          | Ministro              | Partido | Partido              | Mandato                                 |
| ----------------------------------- | --------------------- | ------- | -------------------- | --------------------------------------- |
| Interior                            | Jorge Larrañaga       |         | Partido Nacional     | 1 de março de 2020 - presente           |
| Relações Exteriores                 | Ernesto Talvi         |         | Partido Colorado     | 1 de março de 2020 - 1 de julho de 2020 |
| Economia e Finanças                 | Azucena Arbeleche     |         | Partido Nacional     | 1 de março de 2020 - presente           |
| Defesa Nacional                     | Javier García Duchini |         | Partido Nacional     | 1 de março de 2020 - presente           |
| Educação e Cultura                  | Pablo da Silveira     |         | Partido Nacional     | 1 de março de 2020 - presente           |
| Indústria, Minas e Energia          | Omar Paganini         |         | Partido Nacional     | 1 de março de 2020 - presente           |
| Saúde Pública                       | Daniel Salinas        |         | Cabildo Aberto       | 1 de março de 2020 - presente           |
| Agricultura e Pesca                 | Carlos María Uriarte  |         | Partido Colorado     | 1 de março de 2020 - presente           |
| Trabalho e Segurança Social         | Pablo Mieres          |         | Partido Independente | 1 de março de 2020 - presente           |
| Transporte e Obras Públicas         | Luis Alberto Heber    |         | Partido Nacional     | 1 de março de 2020 - presente           |
| Turismo                             | Germán Cardoso        |         | Partido Colorado     | 1 de março de 2020 - presente           |
| Habitação e Ordenamento Territorial | Irene Moreira         |         | Cabildo Aberto       | 1 de março de 2020 - presente           |
| Desenvolvimento Social              | Pablo Bartol          |         | Partido Nacional     | 1 de março de 2020 - presente           |